# G20

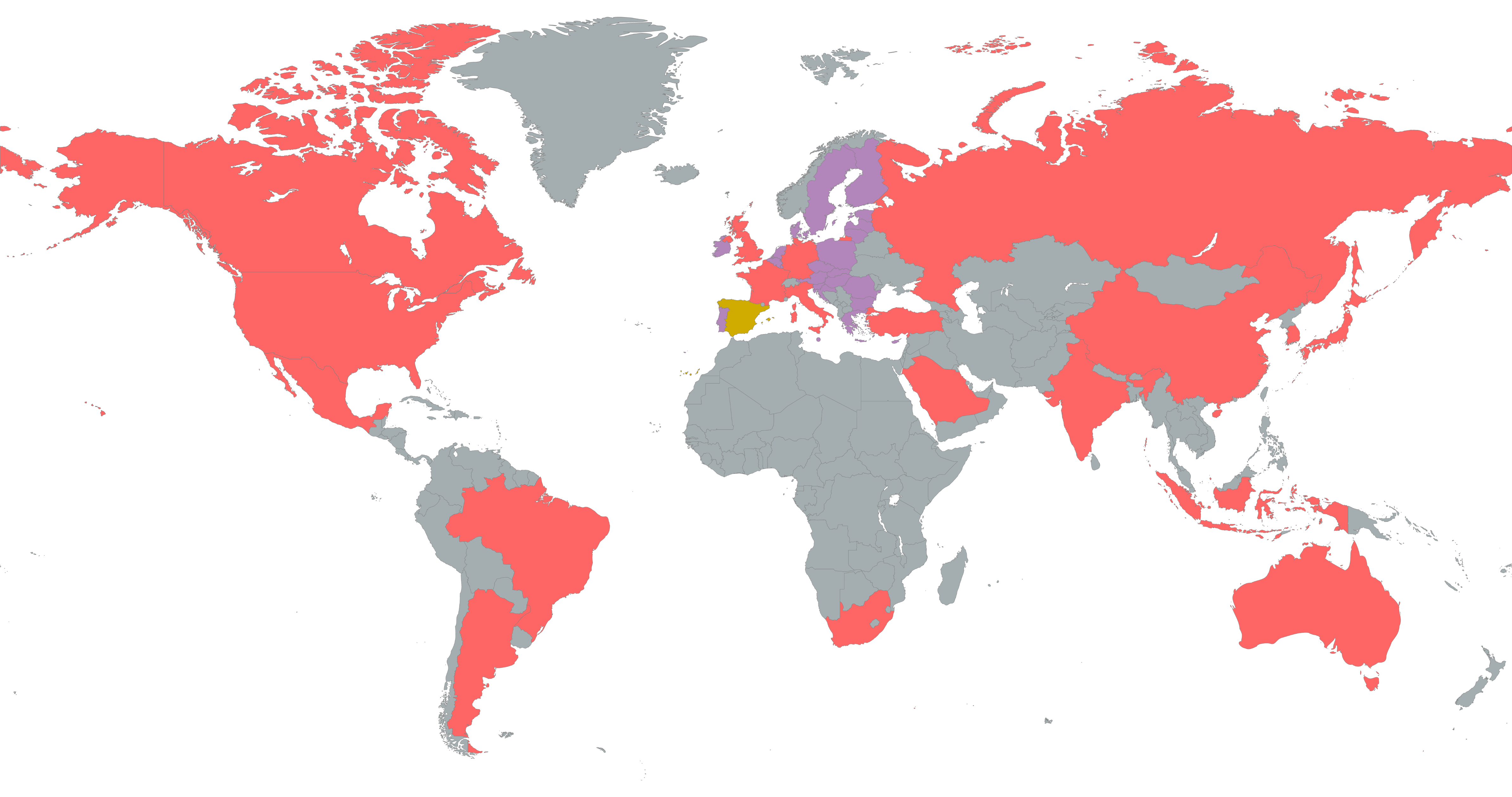
Medlemsländer i G20. De röda länderna har direkt medlemskap, medan de lila enbart indirekt genom att de är med i Europeiska unionen. Spanien är ständigt inbjuden gäst till G20s möten.

Group of Twenty Finance Ministers and Central Bank Governors (G-20, G20, Group of Twenty) är en grupp bestående av nitton större ekonomier samt Europeiska unionen och Afrikanska unionen. Flera länder i Europa, däribland Sverige, ingår inte i G20 men har ett indirekt deltagande genom EU, medan EU-länderna Frankrike, Italien och Tyskland har dubbelt deltagande. Organisationen grundades av G7-gruppen 1999 och är ekonomifokuserad. G20 har haft åtminstone ett möte varje år sedan 2008. Spanien, ASEAN, Världsbanken och Förenta nationerna brukar vara sidoackrediterade, jämte två afrikanska länder och något land inbjudet av ordförandelandet. Ordförandeskapet roterar mellan länderna.
Ledarna för dessa ekonomier träffas regelbundet för diskussioner om dagsaktuella ekonomiska och politiska frågor.
Sedan Ryssland inledde kriget i Ukraina 2022 har landet inte tillåtits närvara på mötena.

## Medlemmar
- Afrikanska unionen
- Argentina
- Australien
- Brasilien
- Europeiska unionen
- Frankrike
- Indien
- Indonesien
- Italien
- Japan
- Kanada
- Kina
- Mexiko
- Ryssland
- Saudiarabien
- Storbritannien
- Sydafrika
- Sydkorea
- Turkiet
- Tyskland
- USA

## Möten

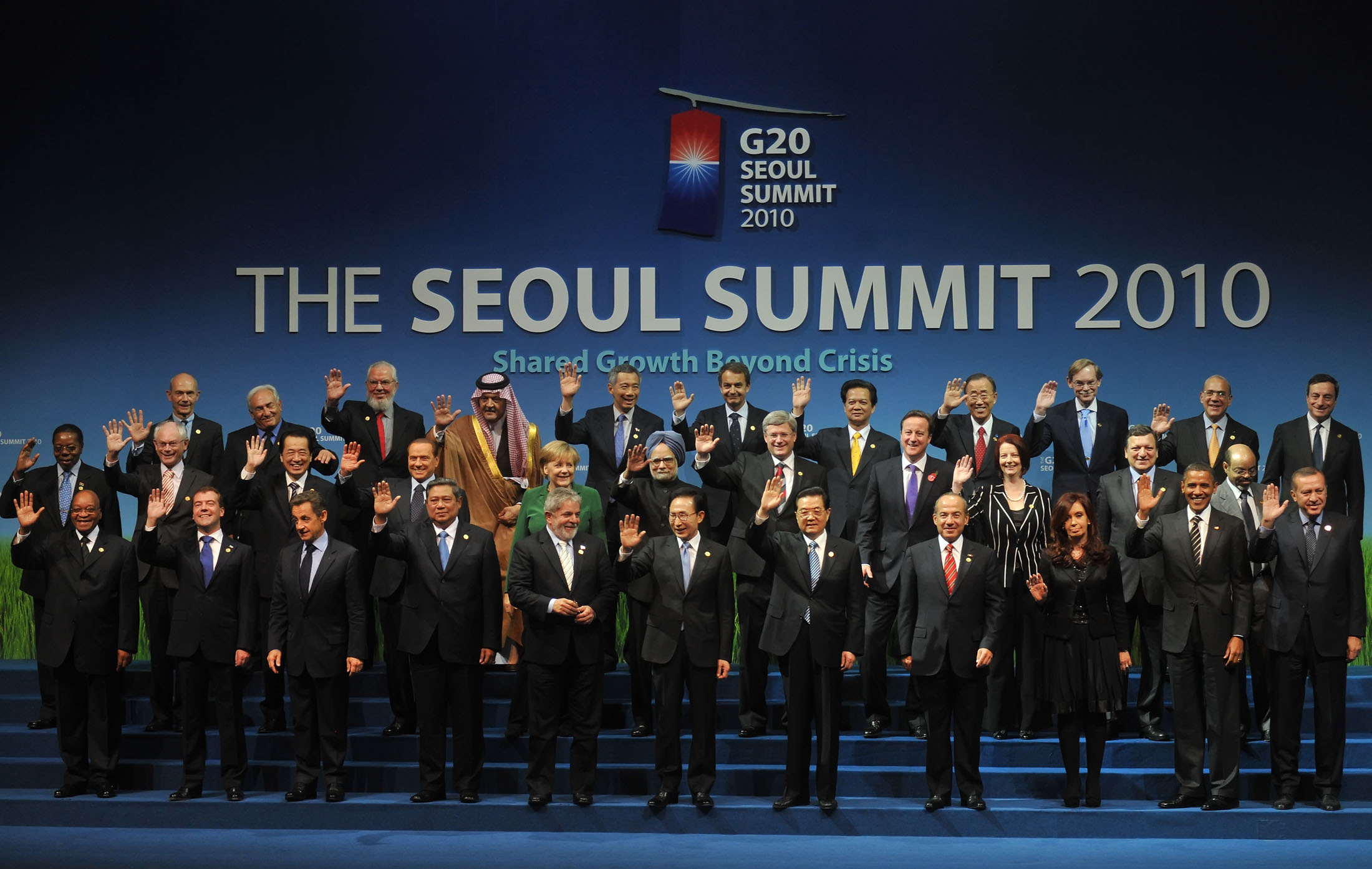
Deltagarna vid 2010 års möte i Seoul.

|    | Datum                       | Värdnation     | Plats            | Webbplats |
| -- | --------------------------- | -------------- | ---------------- | --------- |
| 1  | 14–15 november 2008         | USA            | Washington, D.C. |           |
| 2  | 2 april 2009                | Storbritannien | London           |           |
| 3  | 24–25 september 2009        | USA            | Pittsburgh       |           |
| 4  | 24–27 juni 2010             | Kanada         | Toronto          |           |
| 5  | 11–12 november 2010         | Sydkorea       | Seoul            |           |
| 6  | 3–4 november 2011           | Frankrike      | Cannes           |           |
| 7  | 18–16 juni 2012             | Mexiko         | Los Cabos        |           |
| 8  | 5–6 september 2013          | Ryssland       | St. Petersburg   |           |
| 9  | 15–16 november 2014         | Australien     | Brisbane         |           |
| 10 | 15–16 november 2015         | Turkiet        | Antalya          |           |
| 11 | 4–5 september 2016          | Kina           | Hangzhou         |           |
| 12 | 7–8 juli 2017               | Tyskland       | Hamburg          |           |
| 13 | 30 november–1 december 2018 | Argentina      | Buenos Aires     |           |
| 14 | 26–27 juni 2019             | Japan          | Osaka            |           |
| 15 | 21–22 november 2020         | Saudiarabien   | Riyadh           |           |
| 16 | 30–31 oktober 2021          | Italien        | Rom              |           |
| 17 | 15–16 november 2022         | Indonesien     | Bali             |           |
| 18 | 9–10 november 2023          | Indien         | New Delhi        |           |
| 19 | 18-19 november 2024         | Brasilien      | Rio de Janeiro   |           |